# De Cartier

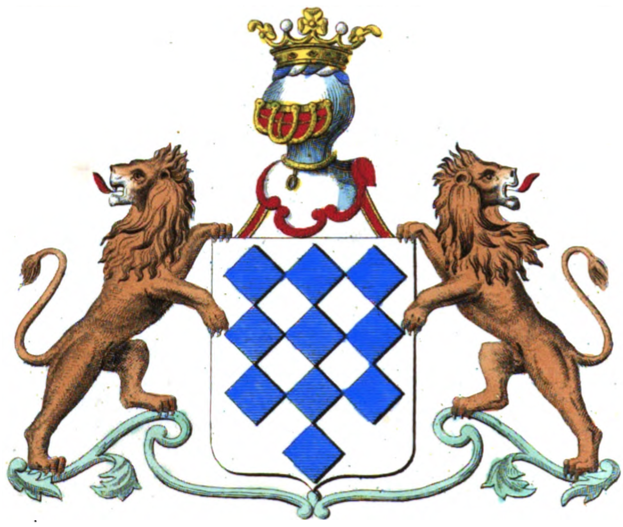
Wapen van de familie de Cartier

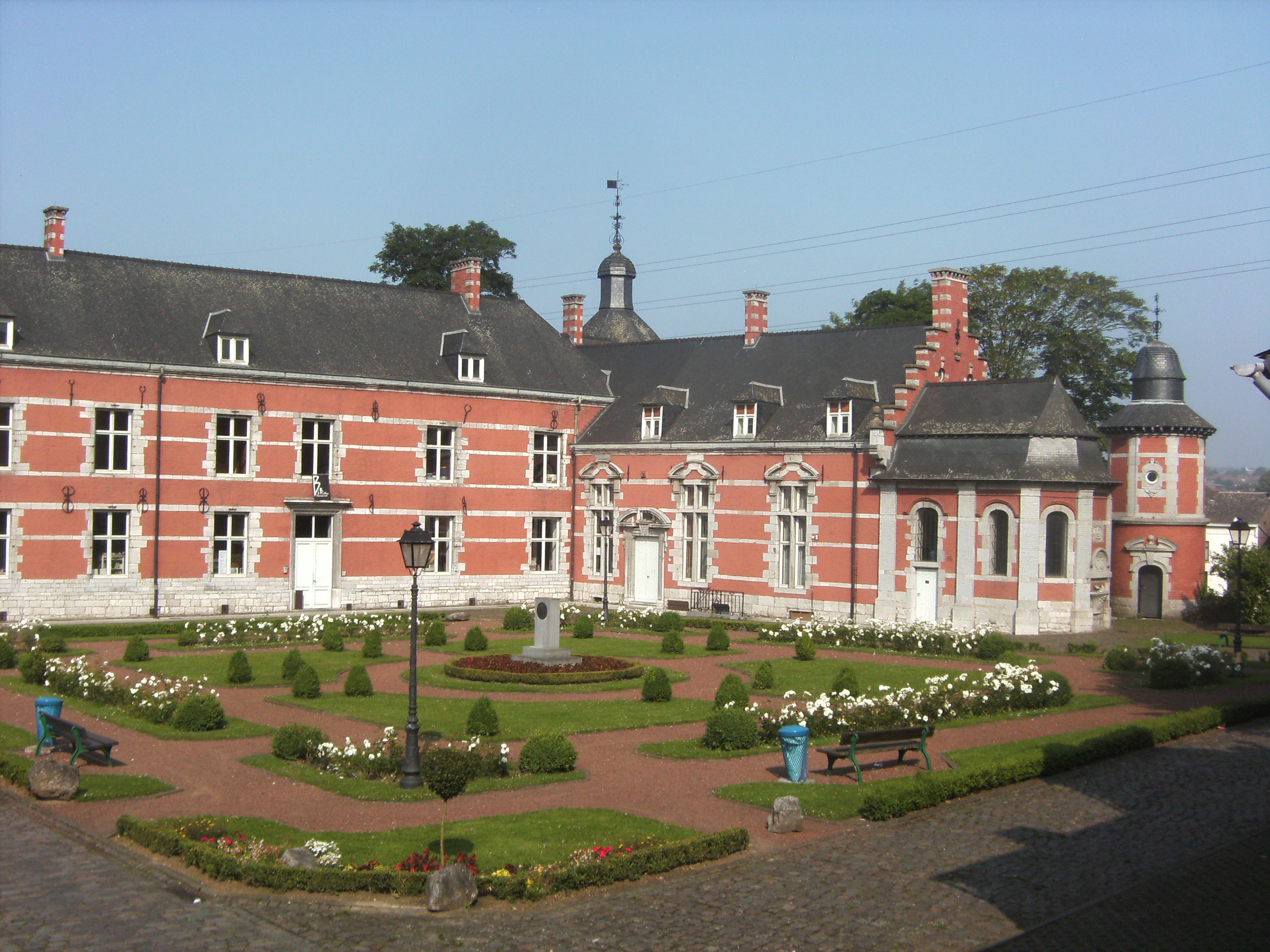
Kasteel de Cartier in Marchienne-au-Pont

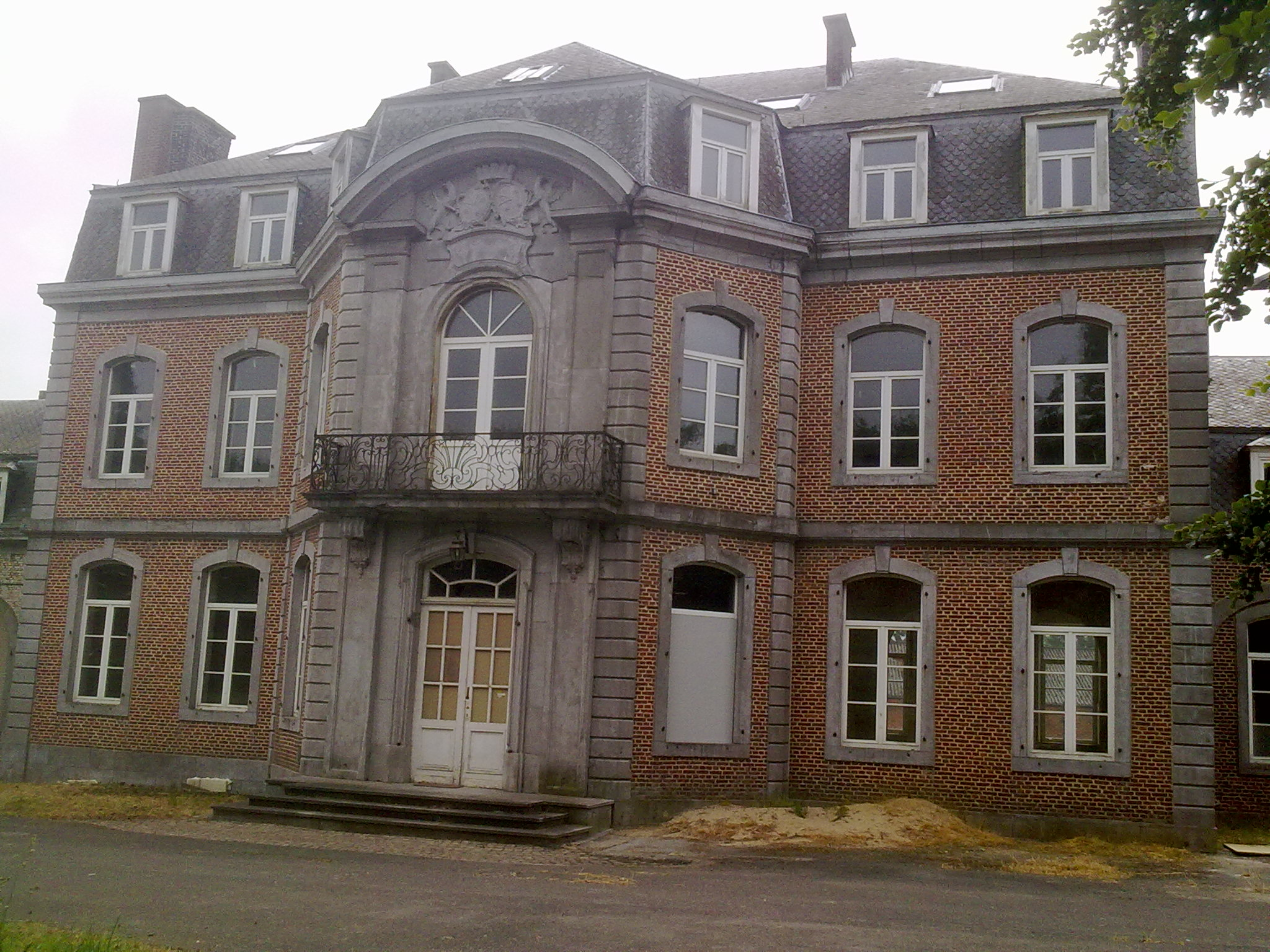
Kasteel van Suarlée

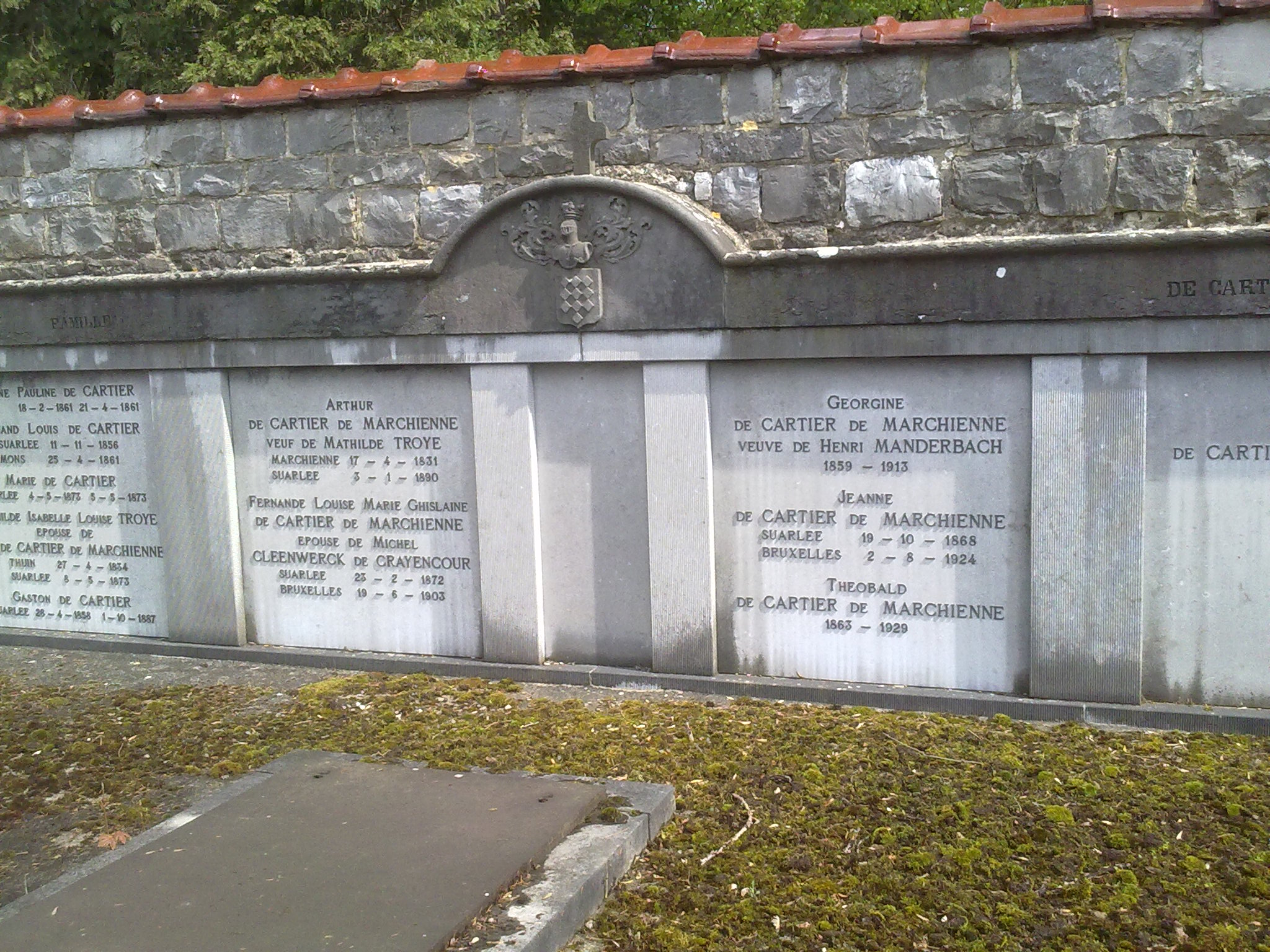
Grafmonument de Cartier in Suarlée

De Cartier (ook: de Cartier d'Yves en de Cartier de Marchienne) is een Belgische familie van wie leden onder het ancien régime ambtelijke functies vervulden of industriële activiteiten ontplooiden. In 1823 en 1826 werden verschillende leden opgenomen in de erfelijke adel onder het Verenigd Koninkrijk der Nederlanden.

## Historiek
De Cartier, oorspronkelijk geschreven als de Quartier, was een oude Luikse familie. De bewezen stamreeks is terug te voeren tot 1455.
Het geslacht bracht burgemeesters, industriëlen en politici voort. In het begin van de achttiende eeuw was Jean-Arnould de Cartier procureur-generaal en trezorier van de prins-bisschop en van 1702 tot 1705 burgemeester van Luik. De verschillende familietakken verspreidden zich over de provincies Luik en Henegouwen en kwamen zich ook in Brussel vestigen.
Pierre-Robert de Cartier (1717-1790), heer van Marchienne, burgemeester van Luik in 1768, behoorde tot de literatoren in het Waals in Luik, in het kielzog van kanunnik de Harlez.
De familie werd in de 20ste eeuw ook nog bekend door een deel (onder de titel Souvenirs Pieux of Dierbare nagedachtenis) van de autobiografische trilogie van de schrijfster Marguerite Yourcenar (1903-1987). De schrijfster beschreef in de trilogie de families van haar vader, Cleenewerck de Crayencour, en die van haar moeder, jonkvrouw Fernande de Cartier de Marchienne (1872-1903).

## Burgemeesters van Luik
Verschillende leden van de familie de Cartier werden burgemeester van Luik:
- 1702 & 1715: Jean-Arnoul de Cartier.
- 1722 & 1739: Louis-Joseph de Cartier.
- 1723 & 1729: Jean-Louis de Cartier.
- 1768: Pierre-Robert de Cartier.

## Adel
De notoriëteit van de familie bereikte een hoogtepunt in het Verenigd Koninkrijk der Nederlanden. Zes broers de Cartier werden in de adel opgenomen:
- 1823: François de Cartier (1783-1828), erkenning erfelijke adel, zonder afstammelingen.
- 1823: Jean-Baptiste Louis de Cartier d'Yves, met titel baron, overdraagbaar bij eerstgeboorte, in 1841 uitbreiding titel op alle afstammelingen, met nageslacht tot heden.
- 1823: Joseph-Ghislain de Cartier (1799-1844), erkenning erfelijke adel, uitgedoofd in 1965.
- 1826: Englebert de Cartier (°1792), erkenning erfelijke adel, getrouwd met Almérie Despret (1796-1867). Familietak uitgedoofd.
- 1826: Charles-Joseph de Cartier (1796-1841), erkenning erfelijke adel. Getrouwd met Catherine Bosquet. Familietak uitgedoofd in 1841.
- 1826: Eugène-Amour de Cartier, met (Belgische) titel van baron in 1857, doctor in de rechten, burgemeester van Watermaal-Bosvoorde. Getrouwd met Pauline Garnier (1812-1868), met afstammelingen tot heden.

## Industrie
De familie was in de negentiende eeuw bijzonder actief in de industriële ontwikkeling van het Luikse industriebekken en van de Borinage. Ze baatte de smeltovens van Zône uit. Ze behoorde tot de stichters van de Concession Houllière de la Réunion in Mont-sur-Marchienne en van de Charbonnages de Grand-Conti et Spinois in Gosselies. De investeringen gebeurden niet altijd rimpelloos en op bepaalde tijdstippen ondervond de familie ernstige financiële moeilijkheden.
Zijn te vermelden:
- François de Cartier, was eigenaar van de smidse "Ruffin"tot Gougnies.
- Charles-Joseph de Cartier, was eigenaar en bestuurder van hoogovens in Zône bij Marchienne en Couillet.
- Joseph-Ghislain de Cartier, was bestuurder van de Moulins à vapeur de Marchienne-au-Pont en van de baan Marchienne-Charleroi.
- Eugène-Amour de Cartier was bestuurder van de Moulins à vapeur de Marchienne-au-Pont, van de Poterie de Leeuw Saint-Pierre, van de spoorweg Sambre et Meuse en van de banen Marchienne-Charleroi en Marchienne-Beaumont.
- Arthur de Cartier was beheerder van de Moulins à vapeur de Marchienne-au-Pont en van de baan Marchienne-Beaumont.

## Heerlijkheid Marchienne
De heerlijkheid Marchienne was een feodaal leen onder het hof van de prins-bisschop van Luik. Het werd in 1695 aangekocht door de rijke industrieel Guillaume Bilquin. Zijn dochter, Marie-Agnès Bilquin, trouwde met Jean-Louis de Cartier, zoon van de trezorier van de prins-bisschop en burgemeester van Luik. Van 1725 tot 1938 was het kasteel eigendom van de familie de Cartier.
Het kasteel van Marchienne dateerde uit de elfde eeuw. Het werd herhaaldelijk verbouwd en uitgebreid. Rond 1635 werd een nieuw kasteel gebouwd door de familie Honoré. Het bestond in de achttiende eeuw uit drie hoofdgebouwen met Toscaanse zuilen, rond een ereplein. Het werd in april 1932 grotendeels door brand verwoest en werd in 1938 aangekocht door de gemeente Marchienne die het herbouwde. Sindsdien wordt het, tot op heden, gebruikt als openbare bibliotheek.
In 1980 werd het kasteel beschermd als monument en in de jaren negentien negentig grondig gerestaureerd en in ere hersteld. De openbare bibliotheek draagt de naam Marguerite Yourcenar. Op de verdiepingen huizen administraties van het Waals Gewest.
Het oudste deel van het kasteel is het voorportaal gedateerd 1699 met de wapens van de families Bilquin-Baillencourt. Op de bovendorpel van de toegangspoort tot de noordvleugel vindt men het wapen van de Cartiers. De westelijke vleugel herbergt de kapel van het kasteel en de duiventoren uit 1884.

## Heerlijkheid Yve(s)
Nog net voor de revoluties verkocht Louis d'Yve (1784-1821) het goed en de heerlijkheid Yve, met de titels van markies van het Heilig Roomse Rijk en heer van Yves, Neufville, Villers-deux-Eglises, Vodecée, Hiercherenne en Vognée aan Pierre-Louis de Cartier, de heer van Marchienne.
De markiestitel verdween bij de afschaffing van de adel in 1796. Ze kwam in 1822 weer naar boven als officiële titel, maar niet voor de Cartier, maar voor Ferdinand Yve de Bavay (1749-1825) en ten persoonlijke titel voor Marie-Françoise del Halle (1762-1831), weduwe van Louis d'Yve. De zoon van Pierre-Louis, Jean-Baptiste de Cartier kon van zijn kant de naam d'Yves aan zijn familienaam toevoegen en hiermee in 1823 de baronstitel verkrijgen, daar waar zijn vijf broers gewoon als jonkheer in de adelstand werden opgenomen.

## Beknopte genealogie
- Thomas de Cartier x Marie Renier.
  - Jean-Arnoul de Cartier (1648-1731) x Marie-Agnès Le Maître.
    - Jean-Louis de Cartier (-1753), jurisconsult, x Marie de Bilquin (1697-1773).
      - Pierre-Louis-Alexandre de Cartier (1752-1811), laatste heer van Marchienne, x Anne-Catherine (de) Philippart (1761-1822) .
        - Jhr. François de Cartier (1783-1828), burgemeester van Gerpinnes, x Henriette de Bruges (1761-1851). Geen nakomelingen.
        - Baron Jean-Baptiste Louis de Cartier d'Yves (1787-1852), eigenaar van hoogovens, lid van de Provinciale en Gedeputeerde Staten van Namen, lid van de Belgische Senaat, x 1) Anne de Paul de Barchifontaine (1783-1817), 2) Marie-Thérèse de Paul de Maibe (1785-1851).  
          - Baron Louis de Cartier d'Yves (1820-1880) x Eliza Pick (1826-1900).
            - Baron Georges de Cartier d'Yves (1853-1926) x Isabelle de Cartier de Marchienne (1855-1917).
              - Baron Robert de Cartier d'Yves (1887-1968), x Yvonne Hermans (1886-1964).
                - Baron Christian de Cartier d'Yves (1916-1983), burgemeester van Vliermaalroot, provincieraadslid van Limburg, x Geneviève Moens de Hase (1918- ). Ze kregen acht kinderen.
                  - Baron Robert de Cartier d'Yves (1942-1988) x jkvr. Solange van den Hecke (° 1948).
                    - Baron Christian de Cartier d'Yves MBA (1974), jurist, chef de famille
                      - Baron Frédéric de Cartier d'Yves (2000), vermoedelijke opvolger als chef de famille

            - Baron Alfred de Cartier d'Yves (1857-1926), x Marie-Blanche Darodes de Tailly (1861-1954). Ze kregen drie zoons, met talrijk nageslacht.
              - Baron Ludovic de Cartier d'Yves (1884-1963), mijningenieur, directeur ministerie van Landbouw, schepen van Hamois, x Emma Martini (1890-1967).
                - Baron François de Cartier d'Yves (1920-2006), burgemeester van Hamois, x Monique Delvaux de Fenffe (1922-2009). Ze kregen twaalf kinderen, met talrijk nageslacht.

          - Baron Julien-Xavier de Cartier d'Yves (1822-1873), burgemeester van Yves-Gomezée, x Thérèse de Paul de Barchifontaine (1817-1910). Tak uitgestorven.

        - Jhr. Englebert de Cartier (1792-1847), x Almérie Despret (1796-1867). Tak uitgestorven
        - Jhr. Charles de Cartier (1796-1841), eigenaar van hoogovens in Couillet, lid van provinciale staten van Namen, x Catherine Bosquet (° 1790). Tak uitgestorven.
        - Jhr. Joseph Ghislain de Cartier (1799-1844), kolonel van de burgerwacht en burgemeester van Marchienne-au-Pont, x 1) Flore Dion, 2) Emilie de Pitteurs.
          - Jhr. Arthur de Cartier de Marchienne (1831-1890), gestorven na een langdurige ziekte op het kasteel van Suarlée bij Namen, verkreeg bij KB in 1887 voor hem en zijn meerderjarige kinderen toestemming "de Marchienne" aan zijn naam toe te voegen, naar de heerlijkheid Marchienne die onder het Ancien Regime in het bezit van de familie was, x Mathilde Troye (1834-1873), dochter van Louis Troye, gouverneur van Henegouwen. Ze hadden elf kinderen.
            - Jkvr. Isabelle de Cartier de Marchienne (1855-1917) x baron Georges de Cartier d'Yves (1853-1926).
            - Jkvr. Georgine de Cartier de Marchienne (1859-1913) x Henri Manderbach (1852-1903).
              - Jean-Henri Manderbach (1882-1945) x Marguerite Serweytens de Mercx (1889-1982), dochter van Charles Serweytens.

            - Jkvr. Zoé de Cartier de Marchienne (1862-1904) x Hubert Delvaux (1849-1929); hij hertrouwde met Cécile Van Assche (1871-1959).
            - Jkvr. Fernande de Cartier de Marchienne (1872-1903) x Michel René Charles Jean Cleenewerck de Crayencour[1] (1853-1929).
              - Marguerite Yourcenar (1903-1987), schrijfster en eerste vrouwelijke lid van de Académie Française.

          - Jhr. Paul Emile de Cartier (1837-1887) x Louise Brown, eveneens 'de Marchienne' vanaf 1887, naamgever van de Cartierheide.
            - Baron Emile de Cartier de Marchienne (1871-1946), ambassadeur, x Alice Draper-Colburn (1876-1907), xx Marie Dow (1873-1936).
            - Baron Arnold de Cartier de Marchienne (1886-1953) x  Marguerite-Marie Moll (1888-1974).
              - Jhr. Jean-François de Cartier de Marchienne (1910-1944), ambassaderaad, officier Royal Navy, gestorven voor het vaderland.

        - Baron Eugène-Amour de Cartier (Marchienne-au-Pont, 1803 - Oudergem, 1869), advocaat, industrieel, burgemeester (1842-1847) van Watermaal-Bosvoorde (waar Oudergem nog toe behoorde), provincieraadslid van Brabant, eigenaar van het domein en kasteel Hertoginnedal, verkreeg in 1857de bij eerstgeboorte overdraagbare titel van baron, x Pauline Garnier (1812-1868).
          - Jhr. Ernest-Paul de Cartier (1844-1887) x Coralie Gainon (1859-1926).
            - Jhr. Raoul de Cartier (1884-1941), kolonel vlieger, x Josa Versteylen (1896-1983).
              - Baron Paul Ernest de Cartier (1920-1977), oorlogsvrijwilliger, x Solange van de Walle de Ghelcke (° 1937).
              - Baron Louis de Cartier de Marchienne (1921-2013), geadopteerde zoon van Emile de Cartier de Marchienne, x Viviane Emsens (1929-2019).
                - Jhr. Raoul de Cartier de Marchienne (° 1951) x Ilona gravin von Wengersky (1959-2010).
                - Jhr. Emile de Cartier de Marchienne (° 1957), x Christine Deudon de le Vielleuze (° 1960).
                - Jhr. Jean-Louis de Cartier de Marchienne (° 1962), x Elisabeth Laloux (° 1963). De drie zoons van Louis Cartier de Marchienne hebben samen acht zoons en zeven dochters.

              - Jhr. Raoul de Cartier (1924-1944), gestorven voor het Vaderland.